# Chascotheca neopeltandra
Chascotheca neopeltandra es una especie de plantas con flores perteneciente a la familia Phyllanthaceae. Es originaria de Cuba y La Española.

## Sinonimia
- Phyllanthus neopeltandrus Griseb., Nachr. Königl. Ges. Wiss. Georg-Augusts-Univ. 1: 167 (1865).
- Diasperus neopeltandrus (Griseb.) Kuntze, Revis. Gen. Pl. 2: 600 (1891).
- Chaenotheca neopeltandra (Griseb.) Urb., Symb. Antill. 3: 285 (1902).
- Securinega neopeltandra (Griseb.) Urb. ex Pax & K.Hoffm. in H.G.A.Engler, Nat. Pflanzenfam. ed. 2, 19c: 60 (1931).
- Chaenotheca domingensis Urb., Symb. Antill. 3: 285 (1902).
- Chascotheca domingensis (Urb.) Urb., Symb. Antill. 5: 14 (1904).[1]